# Phoebe neuranthoides
Phoebe neuranthoides  (лат.) — вид двудольных растений рода Фебе (Phoebe) семейства Лавровые (Lauraceae). Впервые описан ботаниками Ли Шуканом и Вэй Фананем в 1979 году.
Синонимичное название — Phoebe pandurata S.K. Lee & F.N. Wei.

## Распространение и среда обитания
Эндемик Китая, известный из провинций Гуйчжоу (отсюда типовой экземпляр), Хубэй, Хунань, Шэньси, Сычуань и из Гуанси-Чжуанского автономного района. Растёт в лесах, лесистых склонах, в долинах.

## Ботаническое описание
Крупный кустарник либо небольшое дерево высотой до 11 м. Ветви чёрно-коричневые или коричневые.
Листья кожистые, голые, жилистые, формой от обратноланцетовидных до гитарообразно-обратноланцетовидных.
Соцветие несёт по нескольку цветков диаметром 3—3,5 мм; околоцветник изнутри голый, снаружи опушён.
Цветёт в апреле и мае, плодоносит в сентябре и октябре.